# Godzs
Godzs, (perzsa nyelven: قدس, vagy Shahr-e Qods, azaz Qod városa, korábban Karaj, Qal'eh Hasan és Qal'eh-ye Ḩasan Khān) egy város Iránban, Teherán tartományban, Godzs (Qods) megye fővárosa.

## Leírása
Godzs-nak a 2006. évi népszámláláskor 229 354 lakosa volt, 60.331 családban.
A város három egyetemmel rendelkezik: az iszlám Azad Egyetem, a Shahr-eQods Branch, az Alkalmazott Tudományi és Technológiai Egyetem, a Shahr-e-Qods Branch és a Payam-e-Nour egyetem.

## Galéria

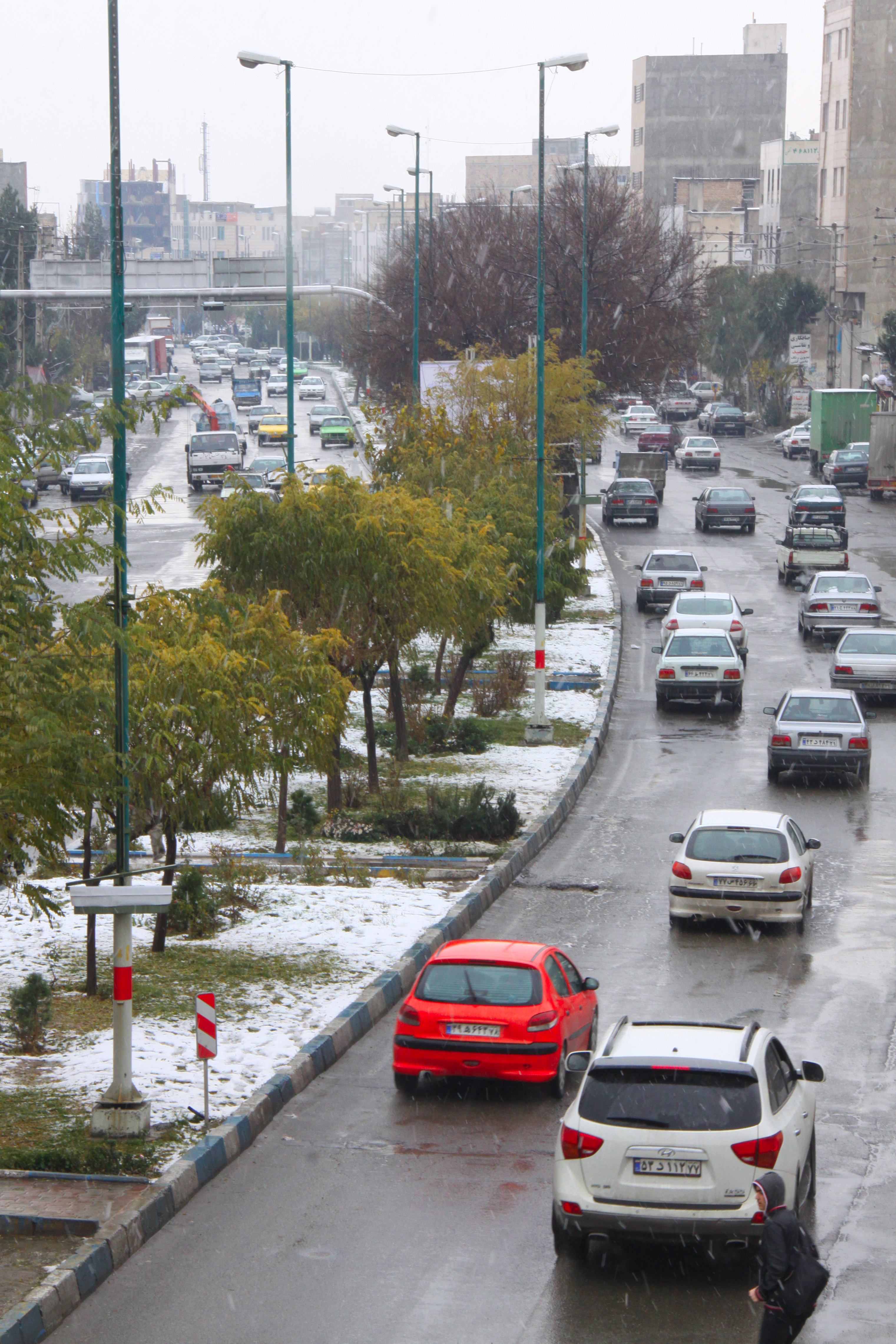
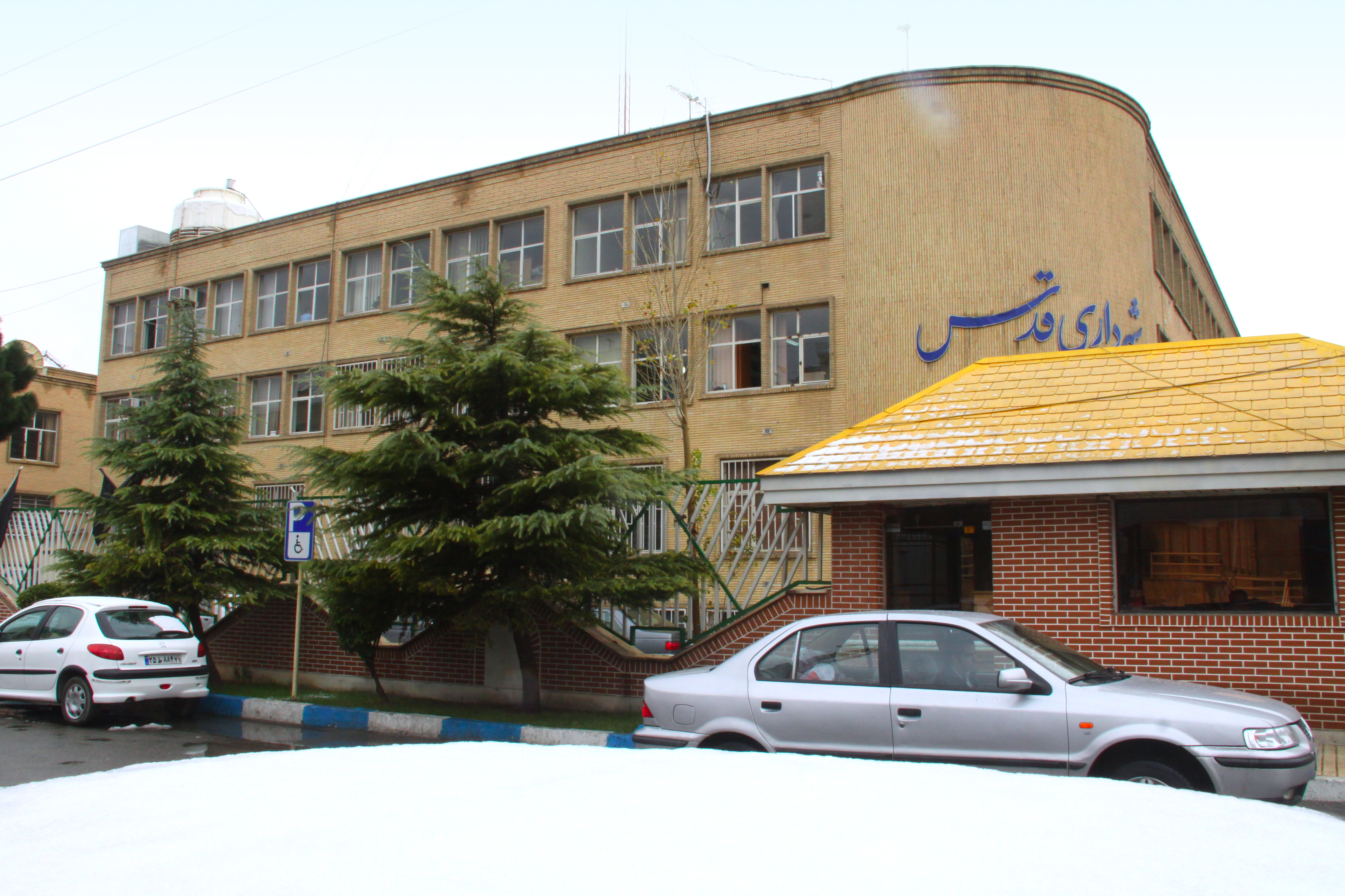